# Condado de Walsh
O Condado de Walsh é um dos 53 condados do estado norte-americano da Dakota do Norte. A sede do condado é Grafton, e sua maior cidade é Grafton. O condado possui uma área de 3 352 km² (dos quais 32 km² estão cobertos por água), uma população de 12 389 habitantes, e uma densidade populacional de 4 hab/km² (segundo o censo nacional de 2000). O condado foi fundado em 1881.